# شولپ (دیتمارشن)
شولپ (به آلمانی: Schülp) یک شهر در آلمان است که در دیمارشن واقع شده‌است. شولپ ۴۸۹ نفر جمعیت دارد.